# Jorge Guimarães (futebolista)
Jorge Guimarães, mais conhecido como Jorge é um ex-jogador de futebol brasileiro. Jogou na década de 1940 como meio campista e zagueiro no  Fortaleza.

## Títulos
Fortaleza
- Campeonato Cearense: 1946 e 1947 e do Nordestão de 1946